# Ali al-Omari
Ali al-Omari (auch Ali bin Hamza Alomari; arabisch علي بن حمزة العمري, DMG ʿAlī bin Ḥamza al-ʿUmarī, geboren am 11. Februar 1973 in Jeddah) ist ein saudischer Islam-Gelehrter und Fernsehprediger.

## Leben
Er stammt aus der Region Al-Makhwah im Süden Saudi-Arabiens. Sein Vater war Konsul in mehreren Ländern. Ali al-Omaris Fernseh- und Social-Media-Auftritte, insbesondere bei Snapchat, haben ihn in der arabischen Welt bekannt gemacht. Er fordert mehr Rechte für Frauen und setzt sich gegen gewalttätigen Extremismus ein. Er war Vorsitzender des 2009 gegründeten Fernsehsenders 4Shbab und ist Geschäftsführer des Makkah College of Education.
Am 9. oder 10. September 2017 wurde er verhaftet, worüber unter anderem das Komitee zum Schutz von Journalisten berichtete. Im Mai 2019 wurde bekannt, dass die saudische Staatsanwaltschaft die Todesstrafe für ihn beantragt hat; die Hinrichtung sollte nach Ende des Ramadans erfolgen. Offenbar liegt aber bislang kein rechtskräftiges Urteil vor. Der Prozess, in dem auch die Prediger Salman al-Odah und Awad al-Qarni angeklagt sind, soll im Dezember 2019 fortgesetzt werden.